# Aéroport international Erik Nielsen de Whitehorse
L'Aéroport international Erik Nielsen de Whitehorse (code IATA : YXY • code OACI : CYXY), également connu sous de nom d'aéroport international de Whitehorse jusqu'en 2008, est un aéroport international situé dans la ville de Whitehorse au Canada. Il traite environ 300 000 passagers par an et porte le nom de l'ancien député fédéral du territoire du Yukon et vice-premier ministre du Canada Erik Nielsen. 

## Situation

### Carte des principaux aéroports du Canada
| \| 300 km1:20 691 000 \| Calgary Charlottetown Edmonton Fredericton Gander Moncton Halifax Iqaluit Kelowna London Montréal–Mirabel Montréal–Trudeau Ottawa Prince George Québec Regina Saint-Jean Saskatoon Saint-Jean de T.-N. Thunder Bay Toronto Pearson Vancouver Victoria Whitehorse Winnipeg Yellowknife |
| 300 km1:20 691 000 |

## Compagnies et destinations
Les compagnies ci-dessous proposent un service régulier vers l'aéroport:
| Airlines           | Destinations |
| ------------------ | --- |
| Air Canada         | Vancouver |
| Air Canada Express | Vancouver |
| Air North          | Calgary, Dawson City, Edmonton, Inuvik, Kelowna, Vancouver, Victoria, Old Crow Saisonnier: Ottawa, Toronto–Pearson, Yellowknife |
| WestJet            | Saisonnier: Calgary |